# اعل مور
اعل مور (بالإنجليزية: Ely Moore) (و. 1798 – 1860 م) هو سياسي من الولايات المتحدة الأمريكية .
وهو عضو في الحزب الديمقراطي الأمريكي .

## روابط خارجية
- اعل مور على موقع الموسوعة البريطانية (الإنجليزية)